# Casey LaBow
Samantha Casey Labow (Nueva York, 14 de agosto de 1986), más conocida como Casey LaBow, es una actriz estadounidense conocida por interpretar a Kate Denali en las películas Amanecer - Parte 1 y Amanecer - Parte 2.

## Biografía
A los 18 años tuvo una audición y fue aceptada en la Academia Americana de Arte Dramático en Hollywood, California.

## Carrera
Debutó en 2005, pero saltó a la fama con su papel de Kate Denali en las películas de la Saga Crepúsculo: Amanecer - Parte 1 y Amanecer Parte 2. También ha aparecido en las series de televisión CSI: Nueva York y Moonlight.

## Filmografía

### Cine y televisión
| Año       | Título                                    | Personaje    | Notas               |
| --------- | ----------------------------------------- | ------------ | ------------------- |
| 2005      | The Unknown                               | Shea Landers |                     |
| 2005      | Londres                                   | Dominatrix   |                     |
| 2005      | Corrupción sin salida                     | Chica        |                     |
| 2007      | Moonlight                                 | Cherish      | Serie de televisión |
| 2007      | Patios traseros y balas                   | ?            |                     |
| 2008-2009 | CSI: Nueva York                           | Ella McBride | Serie de televisión |
| 2010      | Notas sobre la mentira                    | Annabelle    |                     |
| 2011      | Skateland                                 | Candy Boyce  |                     |
| 2011      | The Twilight Saga: Breaking Dawn - Part 1 | Kate Denali  |                     |
| 2011      | Hide Away                                 | Lauren       |                     |
| 2012      | The Twilight Saga: Breaking Dawn - Part 2 | Kate Denali  |                     |
| 2013      | Plush                                     | Evie         |                     |
| 2014      | Libertad para los Nipple                  | Cali         |                     |